# María Gámez Gámez
María Gámez Gámez (Sanlúcar de Barrameda, Cádiz, 29 de enero de 1969) es una abogada, funcionaria y política española. Fue concejala del Ayuntamiento de Málaga entre 2011 y 2016, subdelegada del Gobierno en la provincia de Málaga entre 2018 y 2020 y directora general de la Guardia Civil desde enero de 2020 hasta marzo de 2023.

## Biografía
Es la menor de los once hijos del farero de Estepona. Se licenció en Derecho por la Universidad de Málaga y es diplomada en Alta Dirección de Empresas por el Instituto Internacional San Telmo. Alta funcionaria del Cuerpo Superior de Administradores Generales en la Junta de Andalucía y el Ayuntamiento de Málaga, comenzó su actividad profesional en la Delegación de Agricultura y Pesca de Málaga. Posteriormente, entre 1992 y 1994, trabajó en la Oficina del Defensor del Pueblo en Sevilla. En la Administración andaluza ha pasado por la Delegación de Trabajo y Asuntos Sociales de Sevilla y la Delegación de Turismo y Deporte de Málaga. En 2004 fue nombrada delegada de la Consejería de Innovación, Ciencia y Empresa en Málaga, donde también desempeñó entre 2008 y 2010 el cargo de delegada del Gobierno de la Junta de Andalucía.

### Trayectoria política
Fue candidata a la alcaldía de Málaga por el PSOE en 2011 y 2015. Ha sido vocal de la Ejecutiva Federal del PSOE, secretaria de Sanidad de la Ejecutiva regional del PSOE de Andalucía y presidenta de la Ejecutiva del PSOE de Málaga. También fue portavoz socialista en el Ayuntamiento de Málaga.
Aficionada a las nuevas tecnologías, abrió en 2007 un blog personal y en 2011 fue considerada la política andaluza más activa en redes sociales.
Dejó la política en 2016, pero regresó dos años después, en septiembre de 2018 para ocupar el puesto de subdelegada del Gobierno. En este periodo destacó por su gestión liderando el operativo del rescate de Julen Roselló. Participó en las marchas en las manifestaciones feministas del 8 de marzo y en las movilizaciones del 25 de noviembre contra la violencia de género en Málaga.
En enero de 2020 se anunció que, a propuesta del ministro del Interior, Fernando Grande-Marlaska, y aceptada por la ministra de Defensa, Margarita Robles, sería la nueva directora de la Guardia Civil en sustitución de Félix Azón, convirtiéndose en la primera mujer al frente de esta institución con 175 años de historia.
A finales de mayo de 2020, participó directamente en el cese del coronel Diego Pérez de los Cobos al frente de la Comandancia de la Guardia Civil en Madrid.
El 22 de marzo de 2023 dimitió de su cargo de directora general de la Guardia Civil, tras la imputación de su marido, Juan Carlos Martínez, por el juzgado de Instrucción número seis de Sevilla por la supuesta comisión de los delitos de «prevaricación administrativa, malversación y blanqueo de capitales» cuando era jefe de gabinete del antiguo consejero de Obras Públicas de la Junta de Andalucía, Francisco Vallejo, y director de gabinete del exconsejero Gaspar Zarrías, los dos del PSOE, en una pieza separada de la causa que se sigue contra varios políticos andaluces por la concesión de manera fraudulenta de expedientes de regulación de empleo (ERE) financiados con fondos públicos de la Junta de Andalucía. Fue sustituida por la hasta entonces delegada del Gobierno en Madrid, Mercedes González.
En septiembre de 2024 fue condecorada con la Gran Cruz de la Orden del Mérito de la Guardia Civil.